# الحب من أول نظرة
الحب من النظرة الأولى هي تجربة شخصية كما أنها مجاز شائع أو اصطلاحا في الأدب: يشعر الشخص أو الشخصية بجاذبية رومانسية فورية وطويلة الأمد لشخص غريب عند رؤيته لأول مرة لهذا الشخص الغريب. استعمله الشعراء والنقاد منذ ظهور اليونان القديمة، فقد أصبح الوقوع في الحب من النظرة الأولى أحد أكثر الاستعارات شيوعًا في الادب الغربي.

## مفاهيم تاريخية

### الإغريق
في العالم الكلاسيكي، تم فهم ظاهرة «الحب من النظرة الأولى» في سياق مفهوم أكثر عمومية للحب العاطفي، وهو نوع من الجنون أو، كما سماها الإغريق، theia mania («الجنون من الآلهة»). تم وصف شغف الحب هذا من خلال مخطط نفسي مجازي وأسطوري متطور يتضمن «سهام الحب» أو «سهام الحب»، والتي غالبًا ما كان مصدرها هو إيروس أو كيوبيد الأسطوري،  بعض الأحيان من قبل آلهة أسطورية أخرى (مثل الاله الاغريقي فيم ).

## مفاهيم نفسية
أظهرت الأبحاث قاعدتين للحب من النظرة الأولى. الأولى هي أنه يمكن تحديد جاذبية الشخص بسرعة كبيرة، حيث يبلغ متوسط الوقت في دراسة واحدة 0.13 ثانية. والثانية هي أن الدقائق القليلة الأولى، ولكن ليست اللحظة الأولى، من العلاقة قد ثبت أنها تنبئ بنجاح العلاقة في المستقبل، أكثر من القواسم المشتركة بين شخصين أو ما إذا كانا يحبان بعضهما البعض («إعجاب متبادل»).
الافتتان، الذي لا يجب الخلط بينه وبين الحب من النظرة الأولى، هو حالة الانجراف وراء شغف غير منطقي أو حب مفترض. يصفها هيلمان وفيليبس على أنها رغبة في التعبير عن الجاذبية الجنسية للحب الإدماني،  مستوحى من شغف أو إعجاب شديد ولكنه قصير الأمد لشخص ما.

## وجودها في الأدب والفنون

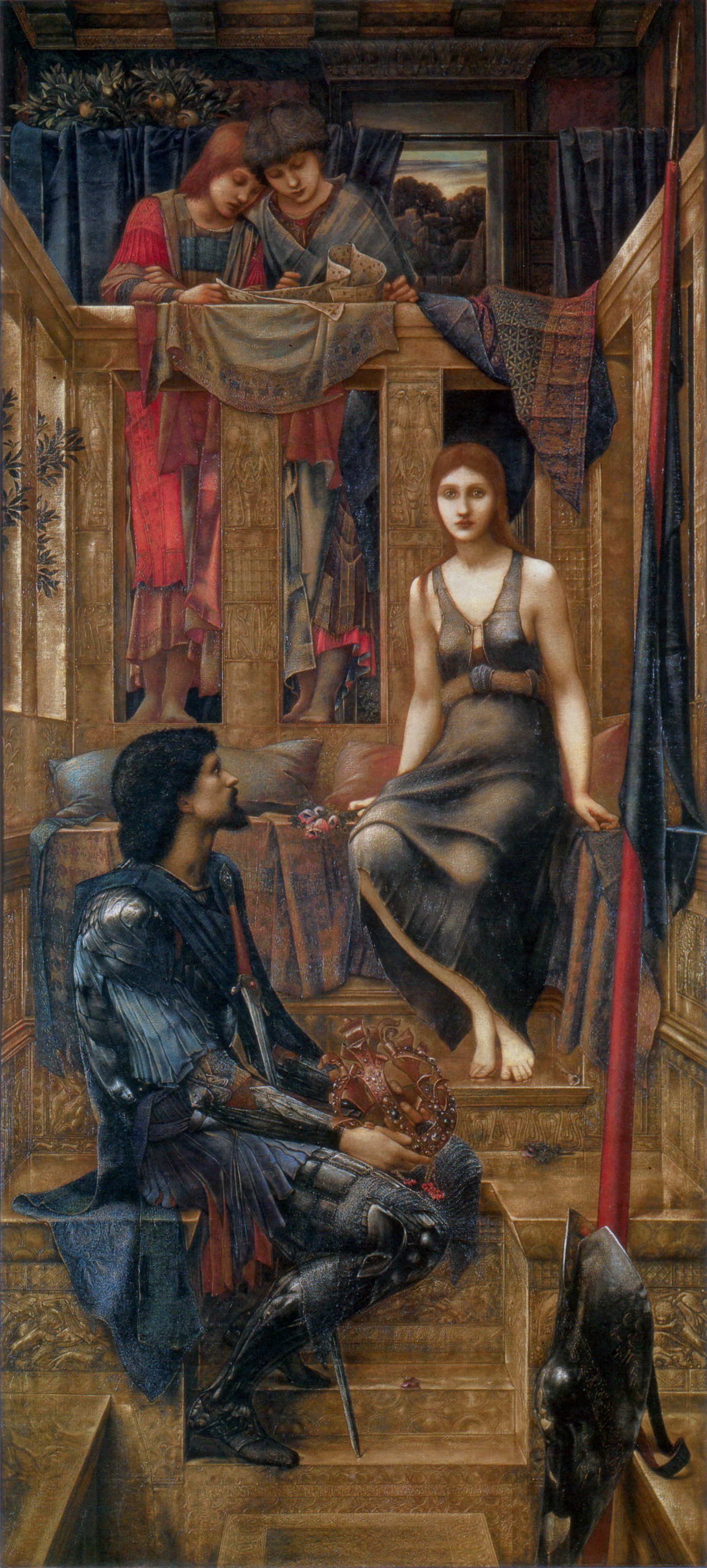
تصور لوحة الملك وخادمة الجزار ، من تأليف إدوارد بيرن جونز ، قصة حب قديمة من النظرة الأولى.